# Jákup Mikkelsen (fodboldspiller)
 For alternative betydninger, se Jákup Mikkelsen. (Se også artikler, som begynder med Jákup Mikkelsen)
Jákup Nolsøe Mikkelsen (født 14. august 1970 i Klaksvík) er en færøsk forhenværende fodboldspiller, målmand, der senest spillede for ÍF Fuglafjørður. Han spillede 522 ligakampe, hvor han repræsenterede seks klubber i sin 25-år lange fodboldkarriere. En af klubberne var Herfølge BK. Derudover spillede han også 73 landskampe for Færøerne, det gjorde han fra 1995 til 2012. Den 16. august 2012 slog han rekorden som den ældste målmand, der spillede en landskamp, den rekord der senere blevet slået af colombianeren Faryd Mondragon. Mikkelsen arbejder som skolelærer og målmandstræner for Færøernes fodboldlandshold. Han har også været indvalgt til Klaksvík byråd. I sin ungdom arbejdede han som postmand i Klaksvík.

## Individuel hæder
- Effodeildin Bedste målmand: 2012
- Effodeildin Sæsonens hold: 2012